# Gaig de clatell blanc
El gaig de clatell blanc (Cyanocorax cyanopogon) és una espècie d'ocell de la família dels còrvids (Corvidae) que habita boscos del Brasil oriental.